# Glitch Techs
Glitch Techs ou Miko et High Five au Québec, est une série télévisée d'animation américaine créée par Eric Robles et Dan Milano (en), sortie et disponible depuis le 21 février 2020 sur la plateforme Netflix.

## Synopsis
La série suit un duo de jeunes (d'où le titre la série) avec « High Five » (pseudonyme de Hector Nieves) et « Me-K.O. » (pseudonyme de Miko Kubota) dans la ville de Bailley, où un groupe de personnes fait secrètement face à des problèmes qui provoquent la manifestation de personnages de jeux vidéo (nommé les « Glitches ») en tant qu'êtres énergétiques dans le monde réel et que ceux-ci fonctionnent grâce aux codages de leurs jeux concernés créant ainsi des ravages.
Pour les arrêter, les « Glitch Techs », travaillant dans un magasin de jeux local comme façade, doivent utiliser leur compétence d'un joueur en ligne avec leur équipement pour contrer et gagner. Tout en capturant (ou détruisant) les « Glitches », ils doivent également réparer tout dommages et effacer tous les souvenirs afin d'éviter une nouvelle panique.
Maintenant, après être devenus de manière inattendue les plus récents « Glitch Tech », High Five et Miko devront utiliser leurs énergies en tant que joueurs pour sauver leur monde.

## Distribution

### Voix originales
- Ricardo Hurtado : Hector « High Five » Nieves / Hi-5
- Monica Ray : Miko Kubota / Me-K.O. /ミK.O.
- Luke Youngblood : Mitch Williams
- Sandeep Parikh : Haneesh
- Zehra Fazal : Zahra
- Greg Nix : Nix
- Scott Kreamer : Phil Altiere
- Dan Milano : BITT (Binary Intelligence Tech Trainer)
- Josh Sussman : Bergy
- Felicia Day : Emma, Simi
- Jane Lynch : Joan Fishback
- Arnie Pantoja : Nameless
- Vince Green : Wes
- Afi Ekulona : Ray
- Betsy Sodaro : Inspecteurr 7
- Fred Tatasciore : le spécialiste du Tech
- Eric Lopez : Papi
- Jolene Kim : Abuela
- Stephanie Sheh : Mayumi Kubota
- Dee Bradley Baker : Hugh Kubota
- Rachael Russakoff : Nica Kubota
- Haley Tju : Lexi Kubota
- Kirby Howell-Baptiste : Audrey « Aud » Williams
- Adetokumboh M'Cormack : Ruf Williams
- Bryton James : Speck Williams
- Zehra Fazal : Sabrina
- Catherine Taber : Nancy McGillicutty
- Candi Milo : Lupita
- Roshon Fegan : Casino
- Cree Summer : Geraldine Lawson
- Nathan Arenas : Mike Simms
- Johnny Young : Ryu Simms
- Amanda McCann : Blake
- Ashly Burch : Ridley

Note : Certains noms des personnages dans la distribution sont originaux.

### Voix françaises
- Jennifer Fauveau : Miko
- Julien Crampon : Five
- Arnaud Laurent : Mitch
- Marc Bretonnière : Phil
- Corinne Martin : Lexi
- Emmanuelle Bodin : Simi / Preteen girl
- Eric Peter : Comte Nogrog / le maître
- Nicolas Marais : Helpie / Bergy / Haneesh (2e voix, saison 2)
- Cindy Lemineur : Bookworm Barbara
- Bertrand Dingé : Garbile / Tank
- Stéphane Marais : Rob-1 / BITT
- Cédric Ingard : Speck / voix additionnelles
- Christophe Lemoine : Casino
- Fanny Vambacas : Nica / voix additionnelles
- Cindy Tempez : Haneesh (1re voix, saison 1)
- Sidonie Laurens : Zahra / voix additionnelles
- Stéphanie Hedin : Maman de Miko / Emma
- Kaycie Chase : Ridley (saison 2)
- Cédric Barbereau : Nix (saison 2)
- Lydia Cherton, Céline Duhamel, Coralie Coscas, Valérie Nosrée, Grégory Kristoforoff : voix additionnelles

Direction artistique : Stéphane Marais.
 Source et légende : version française (VF) sur RS Doublage et Planète Jeunesse

## Production

### Développement
La série est produit par Nickelodeon Animation Studio aux États-Unis, avec des services d'animation fournis par la société Top Draw Animation et l'assistance de la société australien Flying Bark Productions (en). Elle a été annoncée le 25 mai 2016.
Le 12 janvier 2019, il a été signalé que la production de la série était au point mort et que des membres d'équipage étaient licenciés. Cependant, Eric Robles a déclaré plus tard que la série n'avait pas été annulé.
Au début de l'année 2020, il a été confirmé que la série serait diffusée sur la plateforme Netflix et qu'elle serait diffusée en première le 21 février 2020,,,.
Le 22 juillet 2020, il a été annoncé que la deuxième saison serait publiée le 17 août 2020,.

### Fiche technique
Sauf indication contraire, les informations mentionnées dans cette section peuvent être confirmées par les bases de données cinématographiques IMDb et Allociné,  présentes dans la section « Liens externes ».
- Titre original : Glitch Techs
- Titre québécois : Miko et High Five
- Création : Eric Robles, Dan Milano (en)
- Réalisation : Ian Graham, Chris Graham, Phil Allora, Hyunjoo Song
- Scénario : Dan Milano, David Anaxagoras, Ashly Burch, Jeff Trammell, Sandeep Parikh, Jenny DeArmitt, Jen Bardekoff, Eric Acosta, Brad Bell, Dani Michaeli, Sarah McChesney, Jennifer Bardekoff, Greg Nix, Sandeep Parikh
- Musique : 
  - Compositeur(s) : Brad Breeck
  - Thème d'ouverture : Glitch Techs Theme par Brad Breeck et Melody Carrillo
- Production :
  - Producteur(s) : Debbie Steer, Lisa Thibault Woods
  - Producteur(s) exécutive(s) : Eric Robles, Dan Milano
- Société(s) de producution : Top Draw Animation, Flying Bark Productions (en), Nickelodeon Productions
- Société(s) de distribution : Paramount Media Networks (États-Unis), Netflix (Monde)
- Pays d'origine :  États-Unis
- Langue originale : Anglais
- Format :
  - Format image : HDTV 1080p
  - Format audio : Dolby Digital Plus 5.1
- Durée : 46 minutes (1er épisode), 23 minutes (saison 1), 25 minutes (saison 2)
- Classification : Tout public

## Épisodes

### Première saison (2020)
La première saison, contenant neuf épisodes, est sorti en première le 21 février 2020 sur la plateforme Netflix.
1. L'Ère Hinobi (Age of Hinobi)
2. En mode didacticiel (Tutorial Mode)
3. À la recherche du gantelet (Going, Going, Gauntlet!)
4. Les Smashozaurs (Smashozaurs)
5. Au cœur du labyrinthe (Castle Crawl)
6. Leader alpha (Alpha Leader)
7. Mission collection (Collection Quest)
8. Aventures de dressage (Adventures in Pet Training)
9. Entraînement de karaté (Karate Trainer)

### Deuxième saison (2020)
La deuxième saison, contenant dix épisodes, est sorti en première le 17 août 2020 sur la plateforme Netflix.
1. La Moddeur de Glitch (The Glitch Modder)
2. Ping
3. Le Retour de Ralphie l'Ours (Ralphie Bear Is Back)
4. POTES (BUDS)
5. La Nouvelle recrue (The New Recruit)
6. Trouver le Glitch (Find the Glitch)
7. Les Vrais Glitch Techs (The Real Glitch Techs)
8. Des comptes à régler (Settling the Score)
9. Je suis Mitch Williams ! (I'm Mitch Williams)
10. ROB-1 Prime (BITT Prime)